# Покрово-Марфинский район
Покрово-Марфинский район — административно-территориальная единица в составе Центрально-Чернозёмной, Воронежской и Тамбовской областей, существовавшая в 1928—1959 годах. 
Административный центр — село Покрово-Марфино.

## География
Площадь района — 1149 км². Располагался в юго-западной части области.
Реки - Липовица и Кариан.

### Природа
Средне-годовая температура + 4,7 градусов, средняя зимы - 9,4, средняя лета - +18,6. Площадь занятая лесом 702 га.
Почва представлена мощным чернозёмом с пятнами солонцов, по речным долинам аллювиальные почвы. Полезные ископаемые: имелись кирпичные глины. В геологическом отношении район не изучен.

## История
Покрово-Марфинский район был образован в 1928 году в составе Тамбовского округа Центрально-Чернозёмной области вместо Покровско-Марфинской волости. 
30 июля 1930 года в связи с ликвидацией окружной системы в СССР Покрово-Марфинский район перешёл в прямое подчинение Центрально-Чернозёмной области.
13 июня 1934 года Покрово-Марфинский район был включён в состав Воронежской области.
27 сентября 1937 года Покрово-Марфинский район был включён в состав Тамбовской области.
5 января 1941 года Волчковскому району были переданы Боголюбский и Озёрский сельсоветы, выделенные из Покрово-Марфинского района, а 8 марта 1941 года - Найдёновский сельсовет, выделенный из того же Покрово-Марфинского района.
7 мая 1941 года часть территории Покрово-Марфинского района была передана в новый Знаменский район.
По данным 1945 года Покрово-Марфинский район делился на 13 сельсоветов: Алексеевский, Богословский, Бороздинский, Булгаковский, Грачевский, Ильинский, Куньевский, Лавровский, Ново-Знаменский, Новосельцевский, Покрово-Марфинский, Рязанский и Сух. Липовский.
30 октября 1959 года Покрово-Марфинский район был упразднён, а его территория разделена между Волчковским, Знаменским, Мордовским и Тамбовским районами.

## Сельское хозяйство
В 1930 году склады все района были буквально полностью засыпаны хлебом и его некуда было больше ссыпать, из-за отдалённости от железной дороги, что начинало тормозить ход хлебозаготовок.Были случаи, когда за отсутствием складов для ссыпки приходилось возвращать красные обозы. 
На конец 1938 года район имел 169 колхозов, объединяющих 9871 хозяйство с общей посевной площадью 63374 га. Коллективизацией было охвачено 95, 4% хозяйствс посевной площадью 99, 3%.
Земельный фонд района 114900 га., в т.ч. пашня 94870 га, сенокосы заливные 430 га, суходольные 2502 га, заболоченные 43 га, выгоны пастбища - 4478 га, кустарников 127 га, леса 702 га, болота 261 га.
Основной сельхозинвентарь колхозов: плуги конные 1940, сеялок сошниковых и дисковых 353, жаток 509, молотилок конных 159, двигателей 30, тракторов 2.
В посевной площади 1938 года преобладающие культуры: рожь 37%, овёс 15, 5%, пшеница яровая 10%, пшеница озимая 5,1%, просо 7,8%, картофель 0,8%.
На 01.01.1940 имелись 3 МТС: Н-Знаменская, Липовицкая, Лавровская.
Ветеринарная сеть: райветлечебница и 4 фельдшерских пункта.
Осенью 1943 года колхозы района выделили для разорённых немцами ферм Воронежской области 47 голов крупного рогатого скота, 90 овец, 100 свиней.
В сентябре 1945 года герой Советского Союза Фёдор Филиппович Сушков агроном-садовод Покрово-Марфинского района обратился ко всем колхозам и колхозникам Тамбовщины с предложением высадить в колхозах и приусадебных участках сады Победы, предложение было поддержано. В районе было создано 25 колхозных и 500 приусадебных садов Победы.
На момент 1957 года колхозы и совхозы района сдали и продали значительное количество хлеба государству сверх плана, чему способствовала раздельная уборка.

## Промышленность
По переписи 1939 года предприятия района выработали за год продукцию на 2007 тыс. рублей, в промышленных предприятиях района было занято 536 рабочих. Промышленность была построена в основном во время первых пятилеток. 
Государственная промышленность была представлена в районе следующими предприятиями: 3 электростанциями, из них Райисполкома мощностью 18, 4 квт., конезавода № 14 мощностью 8 квт. и П-Марфинской ИПС мощностью 8 квт., 2 типографиями - газеты "Колхозный Труд" и конесовхоза № 14, 3 машинно-тракторных станции и ремонтных мастерских при МТС, 2 ремонтно-тракторных мастерских при совхозах, 3 механических мельницы - Кузьминского совхоза, совхоза "Виктория" и конезавода № 14, с общей суточной производительностью в 195 цент., 1 водяная мельница совхоза "Виктория", 2 маслобойни Кузьминского совхоза и торфо-разработки Райисполкома.
Потребительская кооперация имела 3 хлебопекарни Райпотребсоюза.
Колхозная промышленность: механических мельниц - 32, с суточной производительностью в 1212 центнеров, крупорушек и просорушек - 36, с суточной производительностью 268 центнеров, ветряных мельниц - 43, с общей суточной производительностью 1034 центр.. Колхозы "Правда" и "Красное Знамя" имели кирпичные производства. В колхозах района 157 кузниц, 26 шерсточесалок. 

## Население
В 1937 году — 57400;
В 1939 году  — 46790;
В 1940 году — 46900.